# Gonzalo Tapia
Gonzalo Andrés Tapia Dubournais (Santiago, 18 de fevereiro de 2002) é um futebolista chileno que atua como atacante. Atualmente, defende o São Paulo, emprestado pelo River Plate.

## Carreira

### Universidad Católica
Em 2012, foi jogar nas categorias de base do Universidad Católica. Ele assinou seu primeiro contrato como profissional em outubro de 2019, que o ligaria ao elenco da Universidad Católica até junho de 2022. Tapia estreou profissionalmente em 5 de setembro de 2020 contra o Coquimbo Unido. Em 4 de janeiro do 2021, marcou seu primeiro gol a nível profissional contra Everton.
Em 10 de fevereiro de 2021, pela penúltima data, Universidad Católica conquistou da Campeonato Chileno 2020 e posteriormente foi campeão da Supercopa do Chile 2020, onde Tapia marcou sua primeira dobradinha como jogador profissional de futebol. No âmbito internacional, se estreou no dia 22 de abril de 2021 na derrota 2 a 0 contra o Atlético Nacional do Colômbia pela Copa Libertadores.
No final de 2021, Universidad Católica foi campeão da Supercopa do Chile 2021 em pênaltis, e mais tarde instituição também foi coroada tetracampeã do torneio nacional, após vencer as edições 2018, 2019, 2020 e 2021.

## Seleção Nacional
Tapia representou o time sub-15 do Chile no Sul-Americano Sub-15 de 2017 no Argentina, o sub-17 no Sul-Americano de Futebol de 2019 no Chile, e no Copa do Mundo FIFA Sub-17.

## Títulos
Universidad Católica
- Campeonato Chileno: 2020, 2021
- Supercopa de Chile: 2020, 2021